# Lo stesso giorno, il prossimo anno
Lo stesso giorno, il prossimo anno (Same Time, Next Year) è un film del 1978 diretto da Robert Mulligan.

## Trama
Nel 1951, in una locanda sulla costa della contea di Mendocino, Doris, una casalinga di 24 anni di Oakland, incontra a cena George, un contabile di 27 anni del New Jersey. Nonostante siano entrambi felicemente sposati con figli, iniziano a incontrarsi ogni anno nello stesso hotel per una notte insieme.
Il film fa un salto in avanti di cinque anni alla volta, raccontando episodicamente il loro tempo insieme, i cambiamenti che ciascuno attraversa, i rispettivi matrimoni. Nel 1966, ad esempio, George, di mezza età e vestito con un completo elegante, è scioccato quando Doris, arrivando in denim e portando i capelli lunghi, annuncia di essersi iscritta alla UC Berkeley e di essere divenuta una militante di sinistra: George le rivela invece il suo ritrovato conservatorismo a causa dell'uccisione di suo figlio in Vietnam l'anno precedente.
Al loro incontro nel 1977, George dice a Doris che sua moglie, Helen, è morta e che aveva confidato a un'amica di sapere del tradimento dell'uomo da ben dieci anni, senza tuttavia dirlo al marito. Ormai vedovo, George propone a Doris di andare a convivere: la donna rifiuta a causa della sua lealtà e rispetto per suo marito.